# I Am Setsuna
I Am Setsuna (Japans: いけにえと雪のセツナ, Ikenie to Yuki no Setsuna) is een Japans computerrollenspel ontwikkeld door Tokyo RPG Factory en uitgegeven door Square Enix. Het spel kwam uit in Japan in februari 2016 voor de PlayStation 4 en PlayStation Vita. Wereldwijd is het uitgekomen voor PlayStation 4 en Windows in juli 2016. Het spel kwam ook uit voor de Nintendo Switch als lanceertitel op 3 maart 2017.

## Plot
Het verhaal speelt zich af in een land dat zich in de greep van eeuwige winter bevindt. Het spel volgt een huurling en zijn bevel, Setsuna, die zich moet offeren op een heilig altaar om vijandige demonen te bedaren. Het centrale thema in het spel is droefheid.

## Spel
I Am Setsuna is een computerrollenspel waarin de speler een groep karakters bestuurt, en ze door een veld moet navigeren vanuit een schuin beeldperspectief. Vijanden worden weergegeven als iconen, en contact hiermee start een gevecht. De gameplay maakt gebruik van een tijdgevecht gebaseerd op spellen zoals Final Fantasy en Chrono Trigger.

## Ontwikkeling
Het spel werd ontwikkeld door Tokyo RPG Factory, een externe studio die eigendom is van Square Enix, en werd opgericht voor het ontwikkelen van rollenspellen (RPG's).
De ontwikkeling van het spel startte in oktober 2014. Het werd aangekondigd tijdens de Electronic Entertainment Expo (E3) van 2015 als spel voor de PlayStation 4 onder de titel Project Setsuna.
In maart 2016 maakte Square Enix meer details bekend over de Engelse versie en de uiteindelijke titel, I Am Setsuna.

## Ontvangst
Het spel werd positief ontvangen en kreeg op aggregatiewebsite Metacritic een gemiddelde score van 73 uit 100. Het Japanse blad Famitsu gaf beide versies een score van 32 uit 40. Het spel werd geprezen om de algehele atmosfeer, het grafische ontwerp, het sombere verhaal, en de pianomuziek. Kritiek werd gegeven op het gebrek van vernieuwing in het ontwerp, en de regelmatige laadtijden.